# Asystasia glandulifera
Asystasia glandulifera är en akantusväxtart som beskrevs av Gustav Lindau. Asystasia glandulifera ingår i släktet Asystasia och familjen akantusväxter. Inga underarter finns listade i Catalogue of Life.